# Roning under sommer-OL 2008 - Letvægtsfirer mænd
Konkurrencen i letvægtsfirer for mænd var en af disciplinerne ved roning under Sommer-OL 2008 og blev afholdt fra 10. til 17. august på Shunyi olympiske ro- og kajakstadion.
I denne ro-disciplin består hver båd af et hold på firer roere, der hver har én årer ud til enten styr- eller bagbord. Dette vil også sige, at der ingen styrmand er, men en af roerne kan dog styre et ror i bådens agterende. Da det er en letvægtsdisciplin må hver roer maks veje 72,5 kg og deres gennemsnitsvægt skal være på 70 kg.
Konkurrencen blev afholdt i tre runder, delt ind i enkelte løb, kaldet heats. I starten var der tre indledende heats, hvor de tre bedste fra hver heat går direkte videre til semifinalerne og resten går videre til opsamlingsheatet. I opsamlingsheatet kommer sidstepladsen på en samlet sidsteplads (13. plads) og resten går videre til semifinalerne. Semifinalerne bliver kaldet A/B, da man i dem finder ud af hvilke tre bedste og dårligste hold fra hver løb, der går videre til hhv. finale A og B, hvor A finaleløbet finder bedste samlede placeringer (top 6) og B bestemmer placeringerne 7-12. Man ender dermed med to finaler med hver seks både.
| Dato                     | Tid         | Tid         | Runde            | Noter                                                                              |
| Dato                     | Lokal       | Dansk       | Runde            | Noter                                                                              |
| ------------------------ | ----------- | ----------- | ---------------- | ---------------------------------------------------------------------------------- |
| Søndag, 10. august 2008  | 16:00-16:30 | 10:00-10:30 | Indledende heats |                                                                                    |
| Tirsdag, 12. august 2008 | 16:40-16:50 | 10:40-10:50 | Opsamlingsheat   |                                                                                    |
| Torsdag, 14. august 2008 | 16:10-16:30 | 10:10-10:30 | Semifinaler A/B  | Alle løb blev udsat til samme tidspunkt fredag d. 15. august grundet dårligt vejr. |
| Lørdag, 16. august 2008  | 14:50-15:00 | 08:50-09:00 | Finale B         |                                                                                    |
| Søndag, 17. august 2008  | 16:10-16:20 | 10:10-10:20 | Finale A         |                                                                                    |

## Slutresultat
| Guld   | Thomas Ebert, Morten Jørgensen, Eskild Ebbesen og Mads Kruse Andersen Danmark (DEN)   |
| Sølv   | Łukasz Pawłowski, Bartłomiej Pawełczak, Miłosz Bernatajtys og Paweł Rańda Polen (POL) |
| Bronze | Iain Brambell, Jon Beare, Mike Lewis og Liam Parsons Canada (CAN)                     |

## Indledende heats
Kvalifikationsregler:
- 1-3 går videre til semifinaler A/B (SA/B)
- 4+ går videre til opsamlingsheat (O)

### 1. heat
| Plac. | Roere                                       | Land           | Tid     | Noter |
| ----- | ------------------------------------------- | -------------- | ------- | ----- |
| 1     | Huang, Wu, Zhang, Tian                      | Kina           | 5:51.30 | SA/B1 |
| 2     | Chambers, Lindsay-Fynn, Mattick, Clarke     | Storbritannien | 5:52.38 | SA/B2 |
| 3     | Chisholm, Edwards, Cureton, Skipworth       | Australien     | 5:55.18 | SA/B1 |
| 4     | van der Linden, Godschalk, Snijders, Drewes | Holland        | 5:57.54 | O     |
| 5     | Mohamed Zidan, Ramadan, Gad, Ibrahim        | Egypten        | 6:11.71 | O     |

### 2. heat
| Plac. | Roere                                  | Land    | Tid     | Noter |
| ----- | -------------------------------------- | ------- | ------- | ----- |
| 1     | Ebert, Jørgensen, Ebbesen, Andersen    | Danmark | 5:50.12 | SA/B2 |
| 2     | Brambell, Beare, Lewis, Parsons        | Canada  | 5:52.13 | SA/B1 |
| 3     | Vlcek, Amarante, Amitrano, Mascarenhas | Italien | 5:54.12 | SA/B2 |
| 4     | Altman, Daly, Todd, Paradiso           | USA     | 5:56.54 | O     |

### 3. heat
| Plac. | Roere                                          | Land     | Tid     | Noter |
| ----- | ---------------------------------------------- | -------- | ------- | ----- |
| 1     | Seibt, Schoemann-Finck, J. Kuehner, M. Kuehner | Tyskland | 5:50.16 | SA/B1 |
| 2     | Solforosi, Raineau, Bette, Tilliet             | Frankrig | 5:51.68 | SA/B2 |
| 3     | Pawłowski, Pawełczak, Bernatajtys, Rańda       | Polen    | 5:52.06 | SA/B1 |
| 4     | Moynihan, Towey, Archibald, Griffin            | Irland   | 5:52.32 | O     |

## Opsamlingsheat
Kvalifikationsregler:
- 1-3 går videre til semifinaler A/B (SA/B)

| Plac. | Roere                                       | Land    | Tid     | Noter |
| ----- | ------------------------------------------- | ------- | ------- | ----- |
| 1     | Moynihan, Towey, Archibald, Griffin         | Irland  | 6:21.79 | SA/B2 |
| 2     | van der Linden, Godschalk, Snijders, Drewes | Holland | 6:25.25 | SA/B1 |
| 3     | Altman, Daly, Todd, Paradiso                | USA     | 6:27.43 | SA/B2 |
| 4     | Zidan, Ramadan, Gad, Ibrahim                | Egypten | 6:37.50 | -     |

## Semifinaler A/B
Kvalifikationsregler:
- 1-3 går videre til finale A (FA)
- 4+ går videre til finale B (FB)

### 1. semifinale A/B
| Plac. | Roere                                          | Land       | Tid     | Noter |
| ----- | ---------------------------------------------- | ---------- | ------- | ----- |
| 1     | Pawłowski, Pawełczak, Bernatajtys, Rańda       | Polen      | 6:06.60 | FA    |
| 2     | Brambell, Beare, Lewis, Parsons                | Canada     | 6:07.86 | FA    |
| 3     | van der Linden, Godschalk, Snijders, Drewes    | Holland    | 6:08.73 | FA    |
| 4     | Chisholm, Edwards, Cureton, Skipworth          | Australien | 6:12.38 | FB    |
| 5     | Huang, Wu, Zhang, Tian                         | Kina       | 6:12.55 | FB    |
|       | Seibt, Schoemann-Finck, J. Kuehner, M. Kuehner | Tyskland   | DNS     |       |

### 2. semifinale A/B
| Plac. | Roere                                   | Land           | Tid     | Noter |
| ----- | --------------------------------------- | -------------- | ------- | ----- |
| 1     | Ebert, Jørgensen, Ebbesen, Andersen     | Danmark        | 6:05.75 | FA    |
| 2     | Solforosi, Raineau, Bette, Tilliet      | Frankrig       | 6:07.26 | FA    |
| 3     | Chambers, Lindsay-Fynn, Mattick, Clarke | Storbritannien | 6:08.75 | FA    |
| 4     | Moynihan, Towey, Archibald, Griffin     | Irland         | 6:13.85 | FB    |
| 5     | Vlcek, Amarante, Amitrano, Mascarenhas  | Italien        | 6:14.73 | FB    |
| 6     | Altman, Daly, Todd, Paradiso            | USA            | 6:16.30 | FB    |

## Finaler

### Finale B
| Plac. | Roere                                  | Land       | Tid     | Noter |
| ----- | -------------------------------------- | ---------- | ------- | ----- |
| 1     | Vlcek, Amarante, Amitrano, Mascarenhas | Italien    | 6:03.12 |       |
| 2     | Huang, Wu, Zhang, Tian                 | Kina       | 6:04.48 |       |
| 3     | Chisholm, Edwards, Cureton, Skipworth  | Australien | 6:05.26 |       |
| 4     | Moynihan, Towey, Archibald, Griffin    | Irland     | 6:06.02 |       |
| 5     | Altman, Daly, Todd, Paradiso           | USA        | 6:07.79 |       |

### Finale A
| Plac. | Roere                                       | Land           | Tid     | Noter |
| ----- | ------------------------------------------- | -------------- | ------- | ----- |
|       | Ebert, Jørgensen, Ebbesen, Andersen         | Danmark        | 5:47.76 |       |
|       | Pawłowski, Pawełczak, Bernatajtys, Rańda    | Polen          | 5:49.39 |       |
|       | Brambell, Beare, Lewis, Parsons             | Canada         | 5:50.09 |       |
| 4     | Solforosi, Raineau, Bette, Tilliet          | Frankrig       | 5:51.22 |       |
| 5     | Chambers, Lindsay-Fynn, Mattick, Clarke     | Storbritannien | 5:52.12 |       |
| 6     | van der Linden, Godschalk, Snijders, Drewes | Holland        | 5:54.06 |       |